# (265) Anna
(265) Anna es un asteroide perteneciente al cinturón de asteroides descubierto el 25 de febrero de 1887 por Johann Palisa desde el observatorio de Viena, Austria.
Está nombrado en honor de Anna Krestchmar Weiss, esposa del hijo de Edmund Weiss.